# Haplomacrourus nudirostris
Haplomacrourus nudirostris és una espècie de peix de la família dels macrúrids i de l'ordre dels gadiformes.

## Morfologia
- Els mascles poden assolir 57,5 cm de llargària total.[5][6]

## Hàbitat
És un peix d'aigües profundes que viu entre 690-1590 m de fondària.

## Distribució geogràfica
Es troba al sud-est de l'Atlàntic, Sud-àfrica (KwaZulu-Natal), sud-est d'Austràlia i Nova Zelanda.